# Adama
Adama  (eller Nazret) er en by i det centrale Etiopien, der med et indbyggertal (pr. 2008) på cirka 298.366 er landets tredjestørste by. Byen var tidligere hovedstad i regionen Oromia.